# Armand Doria
Armand-François-Paul des Friches Doria, né le 14 avril 1824 à Paris et mort le 7 mai 1896 à Orrouy, est un homme politique et mécène et collectionneur d’art français.
Le comte Doria a acquis une importante collection de tableaux impressionnistes, dont un bon nombre a terminé dans les musées d’Europe et des États-Unis.

## Biographie
D’une famille d’antique origine génoise anoblie en 1539, installée depuis des siècles dans le Midi de la France, où elle a donné nombre de marins et de soldats, avant de s’établir en Picardie, le comte Doria était le second fils du marquis Stanislas-Philippe-Henri Doria. Il passa son enfance, avec son frère, le marquis Arthur Doria (1821-1895), comme lui, passionné d’art, mais avec un penchant plus marqué pour la musique que la peinture, soit en un hôtel du Marais que leurs parents habitaient, rue de la Perle, soit surtout au château de Cayeux.
Ayant eu, dans sa jeunesse, le futur évêque Dupanloup pour confesseur et directeur de conscience, l’avait rendu profondément tolérant, tout en demeurant profondément religieux. Il avait accompli des études historiques, pour lesquelles il s’était senti de bonne heure de particulières dispositions. Après avoir pensé embrasser la carrière des armes, des circonstances indépendantes de sa volonté le firent renoncer à ce projet, il épousa, le 30 juin 1851, Marie-Berthe de Villiers, fille de Prudent-Léopold de Villiers, ancien officier de cavalerie, et d’Élisabeth Poulletier de Suzenet, et il se fixa au château d'Orrouy, appartenant à ses beaux-parents. Après quatre ans de mariage, sa femme mourut, laissant derrière deux jeunes enfants : Marie-Luce et François, devenu l’héritier et le continuateur de la collection de son père.
À partir de 1856, il surmonta la douleur en se mêlant au mouvement de l’art moderne, et commença à assembler une collection d’art, qui devait finir par comprendre près de 7 000 œuvres, acquérant principalement des œuvres d’artistes contemporains achetées aux enchères à l’hôtel Drouot, chez des marchands d’art comme Paul Durand-Ruel ou directement auprès des artistes. Le nom de Jongkind apparait un des premiers sur la liste, bientôt suivi de ceux de Corot, de Millet, époque à laquelle ces artistes étaient peu connus, encore incompris, voire raillés. Il finit par posséder 69 toiles et 77 dessins de Corot, dont la Campanie romaine avec l’aqueduc Claudien ou la Vue d’Olevano. D’autres premières acquisitions sont venues de peintres tels que Philippe Rousseau et Charles-François Daubigny. La collection Doria d’Honoré Daumier comprenait le tableau le Troubadour et une version du thème Une voiture de troisième classe. La Tête de femme au turban rouge, d’Eugène Delacroix a fait partie de sa collection, avec la Leçon de tricot, qui, à l’exposition, avait bien fait rire, apportée au château d’Orrouy par Millet lui-même, ainsi que des sculptures de Barye.
Armand Doria, qui regardait, s’efforçait de comprendre et, une fois sûr d’avoir compris, était incapable de reculer, a acquis une importance particulière en tant que collectionneur précoce des œuvres impressionnistes. Peu de temps après la première exposition des peintres impressionnistes, qui eut lieu en 1874 chez Nadar, un jour qu’il visitait une exposition des impressionnistes, avec son fils, lui dit brusquement : « Décidément nous n’y entendons rien. Il y a des choses de premier ordre là-dedans. Il faut que j’aie quelque chose de ce peintre-là. » Séance tenante, il s’enquit du prix d’une des œuvres les plus tranchées, la Maison du pendu, et devint le possesseur de la Maison du pendu, Auvers-sur-Oise de Cézanne, au grand désespoir du collectionneur amateur de ce dernier, Victor Chocquet. Sur les supplications de celui-ci, le comte Doria consentit cependant à lui échanger cette toile contre Fonte des neiges à Fontainebleau. Il fut ainsi le premier acheteur d’un tableau de Cézanne et l’un des rares collectionneurs à avoir acquis l’une des œuvres exposées immédiatement après l’exposition.

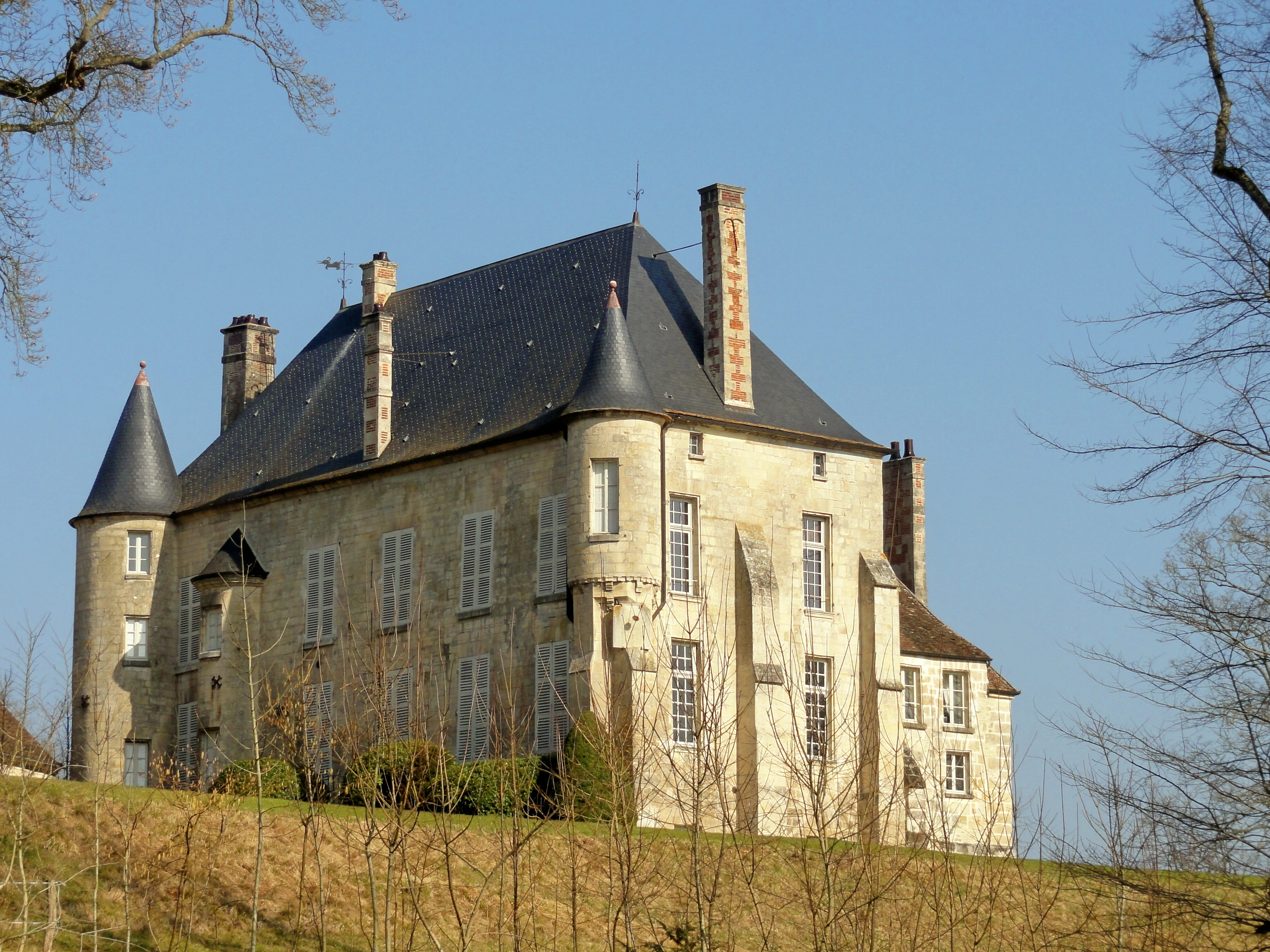
Vue du château d’Orrouy.

En 1872, il perdit sa fille, dont Cals avait fait le portrait, à peine âgée de vingt ans. Son père surmonta à nouveau la douleur en se réfugiant dans sa passion pour l’art qui, après 1872, flamba de nouveau, plus vive. Le collectionneur qui, en 1856, achetait des Jongkind, était tout préparé à comprendre ses continuateurs. Dans une lettre à Cals datée de 1879, à l'époque de la quatrième exposition impressionniste, il indique apprécié et admiré Degas et Monet, regretté l'absence de Renoir et de Sisley, exprime sa sympathie pour Mary Cassatt, pour Lebourg, analyse Pissarro, et s’indigne contre les critiques qui les raillaient. Après Jongkind, Corot, Millet, Rousseau, Daumier, Daubigny, Barye, vinrent donc Cals, Gustave Colin, Victor Vignon, Lépine, et après cela encore Manet, et encore après, les impressionnistes, Cézanne, Sisley, Pissarro, Monet, Renoir, qu’il comprit et défendit au moment le plus violent de la lutte car, alors qu’on s’exposait, en défendant Corot en 1856, à des sourires d’indulgente pitié, en 1872, 1874 et 1876, on encourait des colères, en manifestant du gout pour les œuvres de Monet et de Renoir ; on était soupçonné d’attenter à l’ordre public, pour ne pas dire accusé de se solidariser avec les « communards ». Lors de la deuxième exposition de groupe des impressionnistes en 1876, Doria acheta trois tableaux à Renoir, les premiers d’une future série de dix, comprenant notamment Jeune Femme assise (La Pensée), les Grands Boulevards et Glaïeuls dans un vase et La Première Sortie. Il possédait Femme à l’épingle d’or d’Édouard Manet, Jeune Femme à la pèlerine (de) de Claude Monet Péniches à Asnières et Neige à Louveciennes d’Alfred Sisley. il possédait également Danseuse chez le photographe (de) d’Edgar Degas, Femme cousant de Berthe Morisot, Crozant, première neige d’Armand Guillaumin, ainsi que le Potager du manoir d'Ango, Varengeville, soleil couchant et Matinée de printemps, Pontoise de Camille Pissarro. Il y avait aussi des œuvres d’artistes comme Adolphe-Félix Cals, Gustave Colin, Stanislas Lépine, Victor Vignon et Eugène Boudin.
Ce conservateur politique, lecteur de Joseph de Maistre, de Bonald, de Genoude, qui avait lu et relu tous les grands écrivains religieux était, toutefois, en art, défenseur de la nouveauté. Passé sans effort de Corot, de Millet et de Cals à l’impressionnisme, il ne se contentait pas de gouter les œuvres et de le prouver par de nombreux achats, il aimait à entrer en relation directe avec leurs auteurs. ardent visiteur d’ateliers, grand fouilleur de magasins, coureur d’expositions, fréquentant les cénacles artistiques, il recevait, à Paris, dans son petit appartement de la rue de Tivoli, les artistes qu’il aimait ou les gens qui aimaient les mêmes artistes que lui. Corot fut des hôtes de ce pied-à-terre, où se donnaient en petit, et comme en répétition générale, des séances de causerie, de discussion, d’examen d’œuvres, préludes aux grandes séances qui plus tard devaient rendre si célèbre et si recherché des amateurs son château d’Orrouy. Quelques-unes des œuvres de Corot et de Millet ont commencé leur destinée dans ce logis visité par tout ce qui porte un nom dans l’histoire de l’art, de la critique et de la collection modernes.
Protecteur des talents plus encore que des œuvres, il accueillit chez lui des artistes, comme Cals, qui devint, dès 1859, l’hôte d’Orrouy, et habita longtemps et à plusieurs reprises le château. De même, Gustave Colin, et Victor Vignon ont été quelques-uns des hôtes les plus familiers du château d’Orrouy. « Si j’avais, dit-il un jour à Gustave Colin, des palais comme mes ancêtres, je voudrais vous enfermer dans un de ces palais, et ne vous en laisser sortir que lorsque vous l’auriez couvert des peintures que vous avez dans la tête. » Orrouy était le lieu de soirées, où les discussions entre artistes se poursuivaient jusqu’à passé minuit, les tableaux revus au réflecteur, avec parfois, les hôtes recrus de fatigue, alors que le châtelain semblait tout disposé à continuer la conversation tant que l’on voudrait. Familier, pressant, imagé, Doria contait l’histoire du tableau et l’histoire de celui qui l’avait fait, provoquant l’objection, pour y répondre avec passion, et se montrant radieux lorsqu’on entrait dans ses vues, courant vers d’autres tableaux, insatiable de nouvelles images, ne se lassant jamais non plus de contempler les mêmes, celles qu’il avait le plus et le mieux approfondies.
Adversaire déclaré des conventions et de l’art académique, rien ne pouvait le détourner de ses choix. À ses amis qui lui demandaient « s’il voulait se monter une ménagerie », il ripostait en achetant de nouveaux bronzes à Barye. Les jugements de la critique avaient aussi peu de prise sur ses déterminations que ceux des jurys, au contraire. Peu lui importait que Thoré et Gustave Planche n’aient pas compris Corot, qu’Albert Wolff ait déversé sur Monet et Renoir les moqueries les plus acharnées et les plus injurieuses.
Maire d’Orrouy depuis 1864, celui dont l’abord « semblait, aux dires de Degas, un portrait de Tintoret », demeura, pendant trente-deux ans, dans cette fonction. Pendant la guerre de 1870, il resta seul à présider aux destinées de son village, ses enfants ayant été conduits dans le Midi. Ses bienfaits ne s’arrêtaient pas aux seuls artistes, comme Jongkind, tiré par son initiative, de la misère, il assurait également l’éducation aux enfants d’Orrouy qu’il jugeait susceptibles d’un avenir remarquable, notamment Léon-Honoré Labande, qui fut archiviste du Palais de Monaco de 1906 à 1939,. Mort presque subitement, en parlant, entre les bras de son fils qui depuis des mois, jour et nuit, ne le quittait plus, il repose dans une tombe au chevet de la vieille église entourée par le cimetière d’Orrouy. Sa collection fut mise aux enchères, en mai 1899, dans la galerie de Georges Petit à Paris, pour environ un million de francs.

## Collection

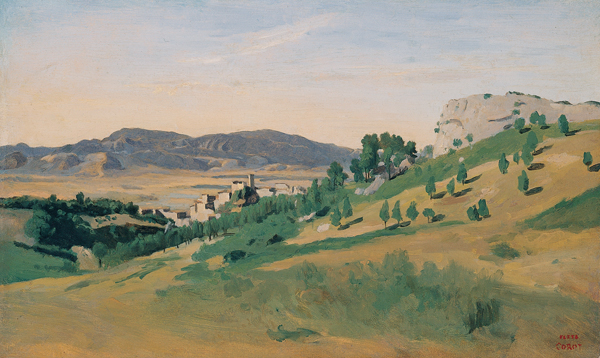
Vue d'Olevano, Jean-Baptiste-Camille Corot.
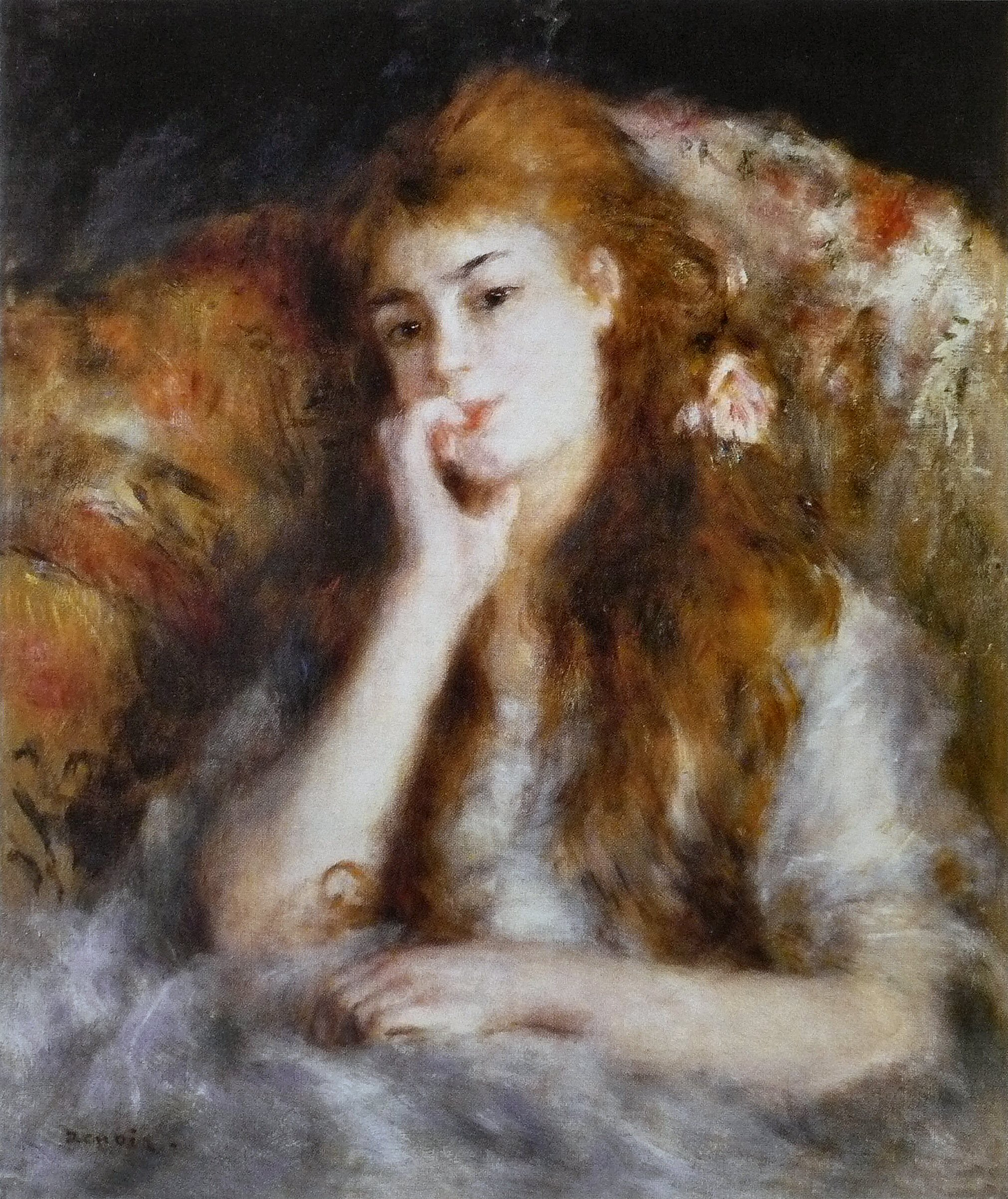
Jeune Femme assise (La Pensée), Pierre-Auguste Renoir.
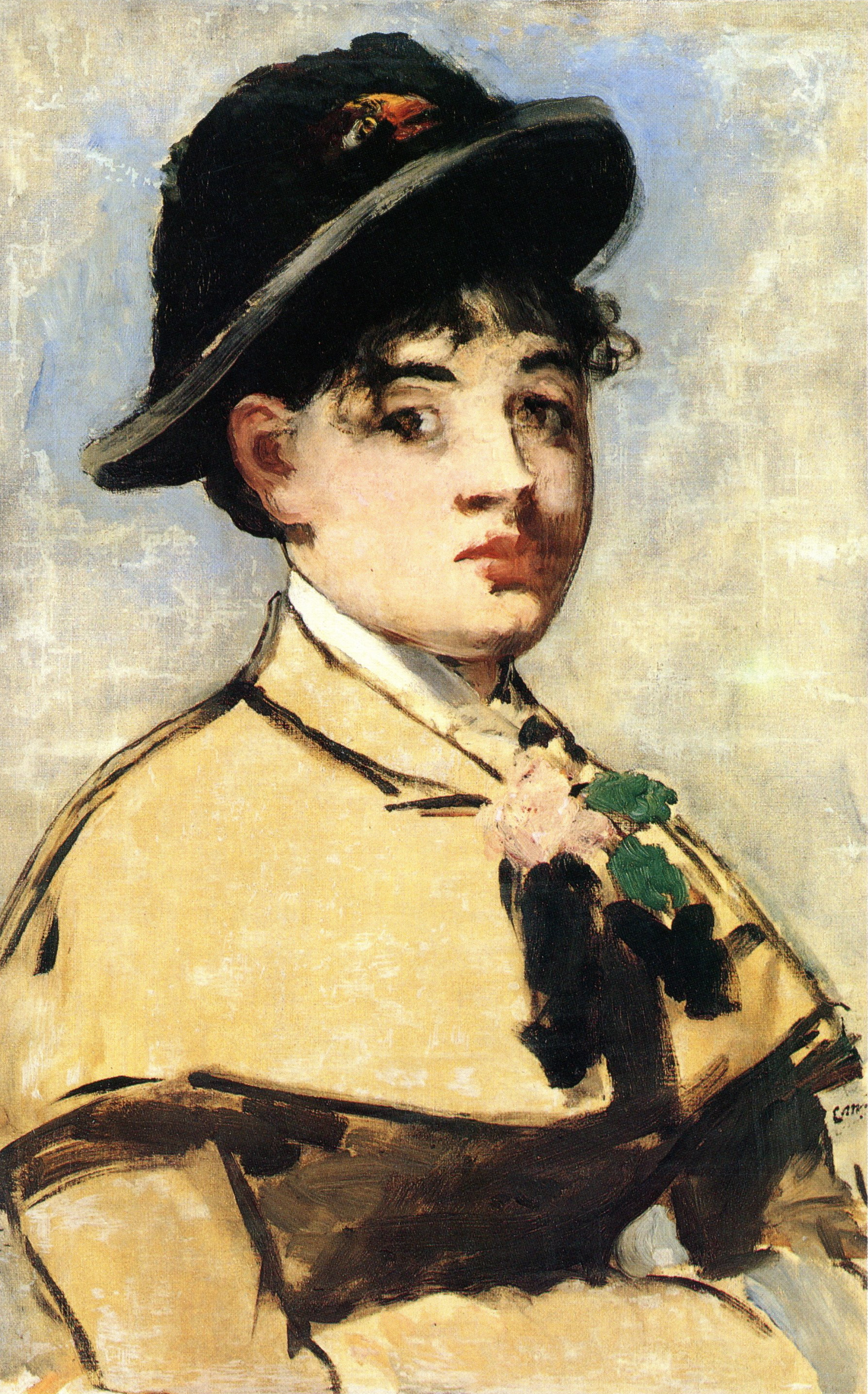
Jeune Femme à la pèlerine, Édouard Manet.
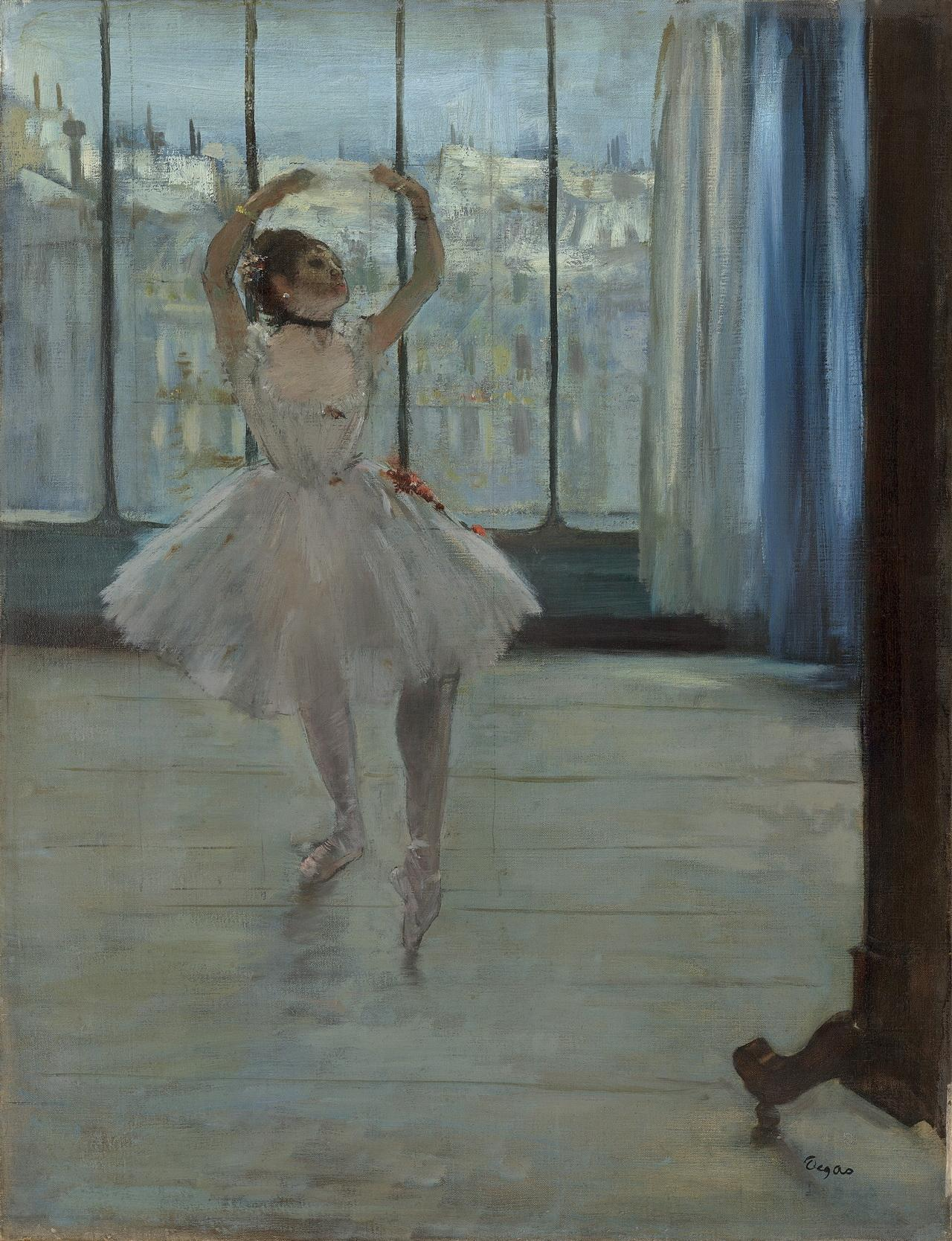
Danseuse chez le photographe, Edgar Degas.
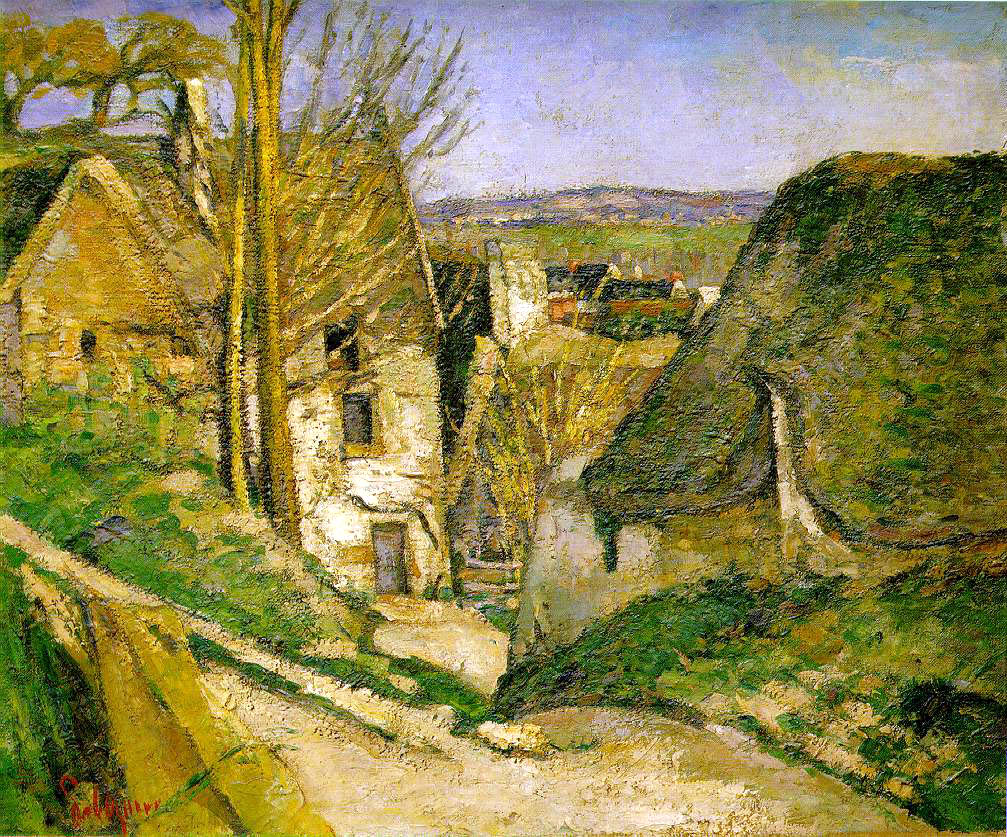
La Maison du pendu, Paul Cézanne.
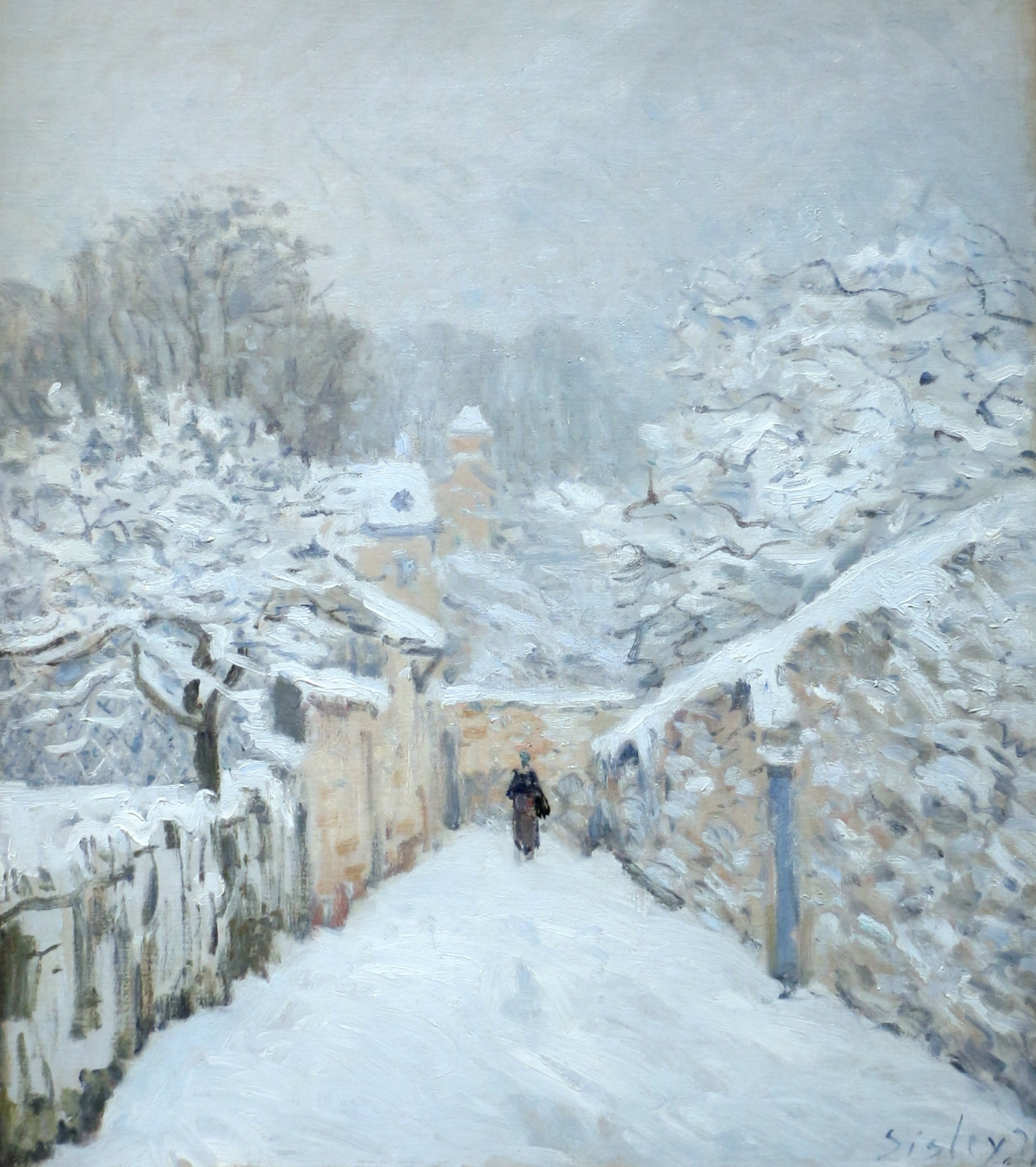
La Neige à Louveciennes, 1875, Alfred Sisley.
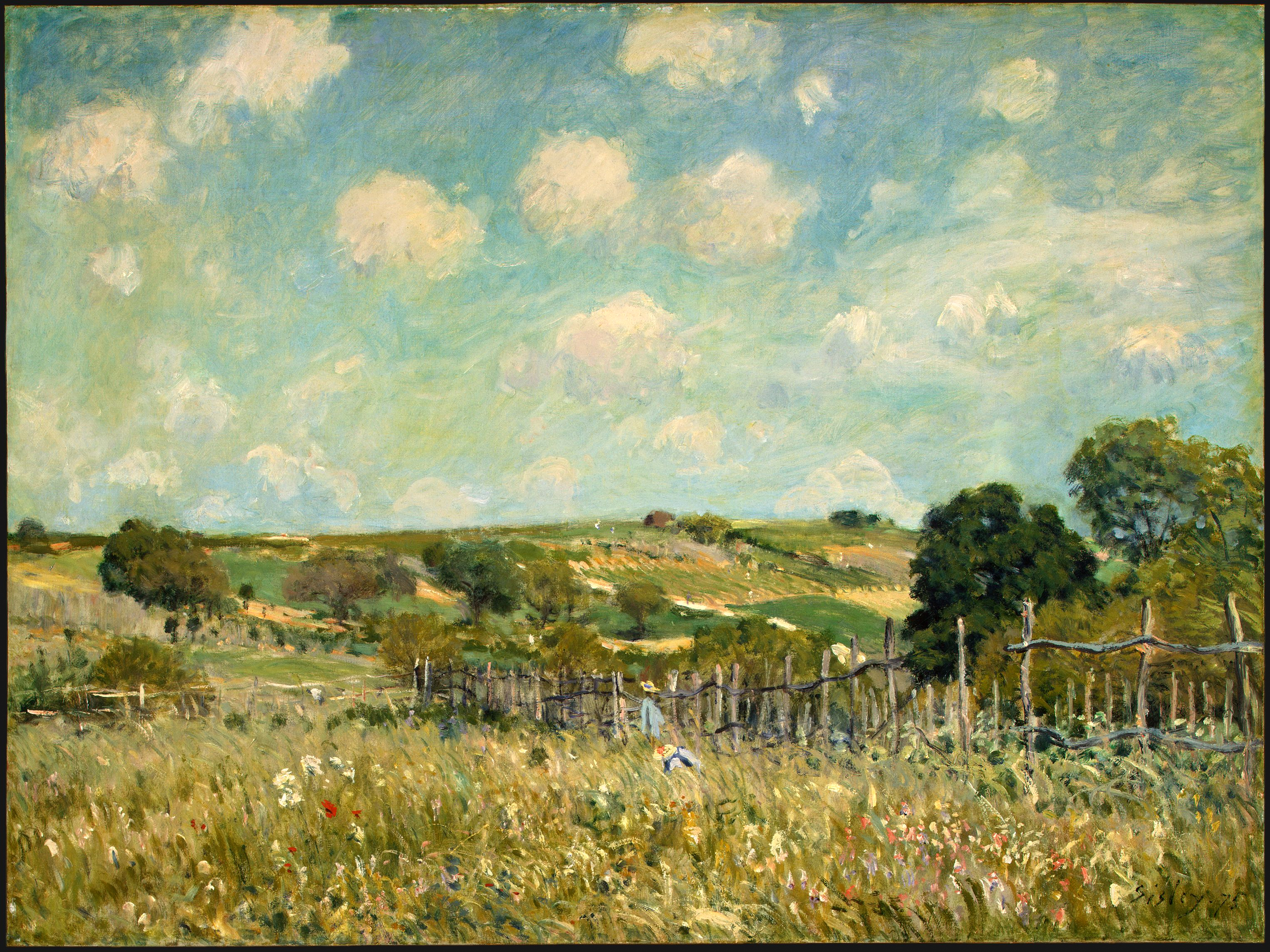
La Prairie, 1875, Alfred Sisley.
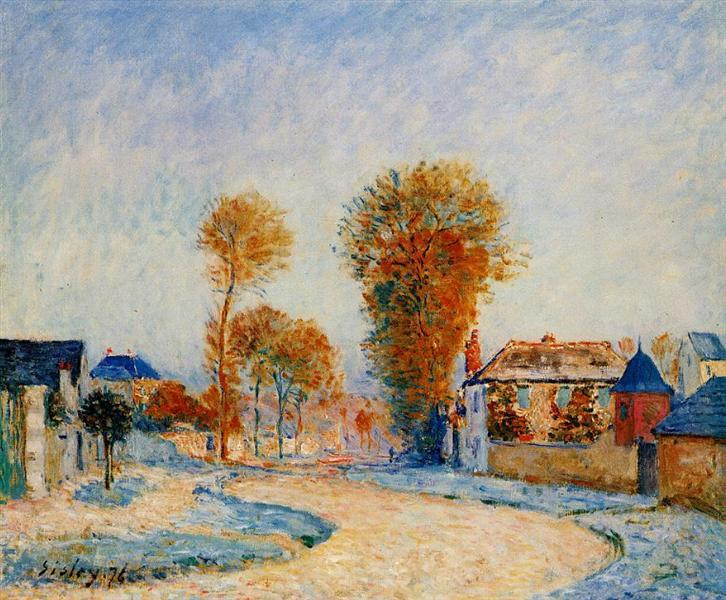
Première gelée blanche, 1876, Alfred Sisley.